# Monaeses quadrituberculatus
Monaeses quadrituberculatus là một loài nhện trong họ Thomisidae.
Loài này thuộc chi Monaeses. Monaeses quadrituberculatus được George Newbold Lawrence miêu tả năm 1927.